# Khúc côn cầu trên cỏ tại Đại hội Thể thao châu Á 2022 – Giải đấu Nam
Giải đấu nam nội dung khúc côn cầu trên cỏ tại Đại hội Thể thao châu Á 2022 là giải đấu lần thứ 17 của nội dung khúc côn cầu trên cỏ dành cho nam tại Đại hội thể thao châu Á. Giải đấu được tổ chức cùng với giải đấu nữ tại Sân khúc côn cầu trên cỏ của Công viên thể thao Kênh Củng Thự ở Hàng Châu, Trung Quốc từ 24 tháng 9 đến 6 tháng 10 năm 2023.
Ấn Độ đã giành chức vô địch Đại hội Thể thao châu Á lần thứ tư khi đánh bại đương kim vô địch Nhật Bản 5–1 trong trận chung kết. Hàn Quốc giành huy chương đồng sau khi đánh bại chủ nhà Trung Quốc 2–1. Với tư cách là đội vô địch, Ấn Độ đủ điều kiện trực tiếp tham dự Thế vận hội Mùa hè 2024.

## Các đội đủ điều kiện
| Giải đấu diễn ra vòng loại             | Ngày                            | Chủ nhà   | Số đội | Đội vượt qua vòng loại                                                        |
| -------------------------------------- | ------------------------------- | --------- | ------ | ----------------------------------------------------------------------------- |
| Quốc gia chủ nhà                       | 16 tháng 9 năm 2016             | —         | 1      | Trung Quốc                                                                    |
| Đại hội Thể thao châu Á 2018           | 20 tháng 8 – 1 tháng 9 năm 2018 | Jakarta   | 5      | Nhật Bản · Malaysia · Ấn Độ · Pakistan · Hàn Quốc                             |
| Vòng loại Đại hội thể thao châu Á 2022 | 6–15 tháng 5 năm 2022           | Bangkok   | 6      | Oman · Bangladesh · Indonesia · Thái Lan · Sri Lanka · Uzbekistan · Singapore |
| Tổng cộng                              | Tổng cộng                       | Tổng cộng | 12     |                                                                               |

## Vòng sơ loại

### Bảng  A
| VT | Đội        | ST | T | H | B | BT | BB | HS  | Đ  | Giành quyền tham dự |
| -- | ---------- | -- | - | - | - | -- | -- | --- | -- | ------------------- |
| 1  | Ấn Độ      | 5  | 5 | 0 | 0 | 58 | 5  | +53 | 15 | Bán kết             |
| 2  | Nhật Bản   | 5  | 4 | 0 | 1 | 36 | 9  | +27 | 12 | Bán kết             |
| 3  | Pakistan   | 5  | 3 | 0 | 2 | 38 | 17 | +21 | 9  | Trận tranh hạng 5   |
| 4  | Bangladesh | 5  | 2 | 0 | 3 | 15 | 29 | −14 | 6  | Trận tranh hạng 7   |
| 5  | Uzbekistan | 5  | 1 | 0 | 4 | 7  | 49 | −42 | 3  | Trận tranh hạng 9   |
| 6  | Singapore  | 5  | 0 | 0 | 5 | 5  | 50 | −45 | 0  | Trận tranh hạng 11  |

| 24 tháng 9 năm 2023 11:15 |

| Ấn Độ | 16–0    | Uzbekistan |
| --- | ------- | ---------- |
| Lalit 7', 24', 53' · Varun 12', 36', 50', 52' · Abhishek 17' · Mandeep 18', 27', 28' · Sukhjeet 37', 42' · Amit 38' · Shamsher 43' · Sanjay 57' | Báo cáo |            |

| Trọng tài: Nazmi Kamaruddin (MAS) Khamis Al Balushi (OMA) |

| 24 tháng 9 năm 2023 13:30 |

| Nhật Bản                                                                    | 7–2     | Bangladesh                |
| --------------------------------------------------------------------------- | ------- | ------------------------- |
| Ooka 2' · Nagayoshi 5' · Kato 8' · Mitani 10' · Yamada 44', 51' · Nagai 45' | Báo cáo | As. Islam 29' · Khisa 43' |

| Trọng tài: Rawi Anbananthan (MAS) Paul Walker (ENG) |

| 24 tháng 9 năm 2023 20:45 |

| Pakistan | 11–0    | Singapore |
| --- | ------- | --------- |
| Ahmad 7', 36', 42' · Rana 17' · Liaqat 19', 27', 44' · Afraz 26' · Rehman 28' · Ammad 42' · M. Khan (no. 5) 46' | Báo cáo |           |

| Trọng tài: You Hyo-Sik (KOR) Zhinan Tao (CHN) |

| 26 tháng 9 năm 2023 09:00 |

| Ấn Độ | 16–1    | Singapore      |
| --- | ------- | -------------- |
| Mandeep 12', 30', 51' · Lalit 16' · Gurjant 22' · Vivek 23' · Harmanpreet 24', 39', 40', 42' · Manpreet 37' · Shamsher 38' · Abhishek 51', 52' · Varun 55', 55' | Báo cáo | Zulkarnain 53' |

| Trọng tài: Sean Rapaport (RSA) Chi Gang (CHN) |

| 26 tháng 9 năm 2023 13:30 |

| Uzbekistan | 1–10    | Nhật Bản                                                                                         |
| ---------- | ------- | ------------------------------------------------------------------------------------------------ |
| Ruslan 52' | Báo cáo | Niwa 2' · Kato 10', 24' · Fujishima 20', 30', 59' · Fukuda 27', 40' · Kawabe 49' · S. Tanaka 53' |

| Trọng tài: Shahbaz Ali (BAN) Tao Zhinan (CHN) |

| 26 tháng 9 năm 2023 15:45 |

| Pakistan                                                                       | 5–2     | Bangladesh                  |
| ------------------------------------------------------------------------------ | ------- | --------------------------- |
| Afraz 30' · M. Khan (no. 15) 40' · Ammad 43' · M. Khan (no. 5) 48' · Ahmad 57' | Báo cáo | Khisa 19' · Mi. Hossain 46' |

| Trọng tài: Paul Walker (ENG) Nazmi Kamaruddin (MAS) |

| 28 tháng 9 năm 2023 09:00 |

| Uzbekistan                        | 2–18    | Pakistan |
| --------------------------------- | ------- | --- |
| Oblokulov 24' · Khudoynazarov 54' | Báo cáo | Liaqit 2' · R. Khan 2' · Ahmad 10', 20', 29', 45', 59' · Bhutta 12', 17' · Rehman 14', 53' · M. Khan (no. 15) 23' · Rana 23', 31', 42' · Afraz 29', 41', 55' |

| Trọng tài: Khamis Al Balushi (OMA) Chi Gang (CHN) |

| 28 tháng 9 năm 2023 11:15 |

| Bangladesh                                                                               | 7–3     | Singapore                |
| ---------------------------------------------------------------------------------------- | ------- | ------------------------ |
| Khisa 7' · Mi. Hossain 23' · As. Islam 35' · A. Hossain 44' · Hasan 47' · Sobuj 57', 60' | Báo cáo | Naidu 38', 51' · Loo 39' |

| Trọng tài: Tao Zhinan (CHN) Jakub Mejzlík (CZE) |

| 28 tháng 9 năm 2023 20:45 |

| Nhật Bản              | 2–4     | Ấn Độ                                      |
| --------------------- | ------- | ------------------------------------------ |
| Kato 60' · Mitani 57' | Báo cáo | Abhishek 13', 48' · Mandeep 24' · Amit 34' |

| Trọng tài: Sean Rapaport (RSA) You Hyo-Sik (KOR) |

| 30 tháng 9 năm 2023 09:00 |

| Singapore | 0–14    | Nhật Bản |
| --------- | ------- | --- |
|           | Báo cáo | Ooka 4', 13', 42' · Nagayoshi 5' · Fujishima 10' · Kato 14', 40', 49' · Niwa 15' · S. Tanaka 19' · Fukuda 47', 58' · Kawabe 52' · Mitani 57' |

| Trọng tài: Al Balushi Khamis (OMA) Chi Gang (CHN) |

| 30 tháng 9 năm 2023 15:45 |

| Bangladesh                                            | 4–2     | Uzbekistan                 |
| ----------------------------------------------------- | ------- | -------------------------- |
| As. Islam 10', 42' · A. Hossain 21' · Am. Islam 52' · | Báo cáo | Ruslan 17' · Oblokulov 26' |

| Trọng tài: You Hyo-Sik (KOR) Tao Zhinan (CHN) |

| 30 tháng 9 năm 2023 20:45 |

| Pakistan                        | 2–10    | Ấn Độ |
| ------------------------------- | ------- | --- |
| M. Khan (no. 5) 38' · Afraz 45' | Báo cáo | Mandeep 8' · Harmanpreet 11', 17', 33', 34' · Sumit 30' · Abhishek 38' · Varun 41', 54' · Hardik 45' · Shamsher 46' · Lalit 49' |

| Trọng tài: Lim Hong-Zhen (SGP) Kamaruddin Nazmi (MAS) |

| 2 tháng 10 năm 2023 13:30 |

| Singapore | 1–2     | Uzbekistan                    |
| --------- | ------- | ----------------------------- |
| Loo 39'   | Báo cáo | Madaminov 44' · Oblokulov 48' |

| Trọng tài: You Hyo-Sik (KOR) Khamis Al Balushi (OMA) |

| 2 tháng 10 năm 2023 15:45 |

| Ấn Độ | 12–0    | Bangladesh |
| --- | ------- | ---------- |
| Harmanpreet 2', 4', 32' · Mandeep 18', 24', 46' · Lalit 23' · Amit 28' · Abhishek 41', 57' · Nilakanta 47' · Gurjant 56' | Báo cáo |            |

| Trọng tài: Paul Walker (ENG) Tao Zhinan (CHN) |

| 2 tháng 10 năm 2023 18:30 |

| Nhật Bản                                  | 3–2     | Pakistan              |
| ----------------------------------------- | ------- | --------------------- |
| K. Tanaka 6' · Fukuda 17' · Fujishima 28' | Báo cáo | Liaqat 5' · Ahmad 28' |

| Trọng tài: Javed Shaikh (IND) Rawi Anbananthan (MAS) |

### Bảng B
| VT | Đội            | ST | T | H | B | BT | BB | HS  | Đ  | Giành quyền tham dự |
| -- | -------------- | -- | - | - | - | -- | -- | --- | -- | ------------------- |
| 1  | Trung Quốc (H) | 5  | 4 | 1 | 0 | 24 | 9  | +15 | 13 | Bán kết             |
| 2  | Hàn Quốc       | 5  | 4 | 0 | 1 | 42 | 8  | +34 | 12 | Bán kết             |
| 3  | Malaysia       | 5  | 3 | 1 | 1 | 36 | 11 | +25 | 10 | Trận tranh hạng 5   |
| 4  | Oman           | 5  | 2 | 0 | 3 | 14 | 35 | −21 | 6  | Trận tranh hạng 7   |
| 5  | Indonesia      | 5  | 1 | 0 | 4 | 7  | 28 | −21 | 3  | Trận tranh hạng 9   |
| 6  | Thái Lan       | 5  | 0 | 0 | 5 | 3  | 35 | −32 | 0  | Trận tranh hạng 11  |

| 24 tháng 9 năm 2023 09:00 |

| Malaysia                                                                                   | 9–0     | Thái Lan |
| ------------------------------------------------------------------------------------------ | ------- | -------- |
| Abu 8', 34' · Firhan 21' · Rozemi 30', 32' · Aminudin 43', 45+' · Hamirin 57' · Azahar 60' | Báo cáo |          |

| Trọng tài: Raghu Prasad (IND) Shahbaz Ali (BAN) |

| 24 tháng 9 năm 2023 15:45 |

| Hàn Quốc                                                                                     | 10–0    | Indonesia |
| -------------------------------------------------------------------------------------------- | ------- | --------- |
| Jang 23', 35', 47', 57' · Lee H. 7' · Ji 25' · Son 36' · Yang 38' · Kim Ju. 45' · Kim H. 52' | Báo cáo |           |

| Trọng tài: Javed Shaikh (IND) Haroon Rashid (BAN) |

| 24 tháng 9 năm 2023 18:30 |

| Trung Quốc             | 3–2     | Oman                          |
| ---------------------- | ------- | ----------------------------- |
| Gao 33', 54' · Lin 41' | Báo cáo | Al Nofali 20' · Al Lawati 52' |

| Trọng tài: Sean Rapaport (RSA) Hong-Zhen Lim (SGP) |

| 26 tháng 9 năm 2023 11:15 |

| Malaysia                                                                                             | 11–1    | Oman          |
| --- | ------- | ------------- |
| Razie 3', 11' · Hamsani 14', 30', 34' · Silverius 18' · Faizal 26', 36' · Abu 29', 35' · Farizal 34' | Báo cáo | Al Lawati 23' |

| Trọng tài: Jakub Mejzlik (CZE) Kinoshita Hideki (JPN) |

| 26 tháng 9 năm 2023 18:30 |

| Indonesia    | 1–5     | Trung Quốc                                     |
| ------------ | ------- | ---------------------------------------------- |
| Al Akbar 51' | Báo cáo | Du 7' · Chen C. 13' · Zhang 19' · Pan 34', 39' |

| Trọng tài: Javed Shaikh (IND) Rawi Anbananthan (MAS) |

| 26 tháng 9 năm 2023 20:45 |

| Hàn Quốc                                                                                  | 10–0    | Thái Lan |
| ----------------------------------------------------------------------------------------- | ------- | -------- |
| Jang 6', 33', 36', 46' · Yang 18', 60' · Lee J. 24' · Kim S. 36' · Kim Ju. 53' · Park 57' | Báo cáo |          |

| Trọng tài: Haroon Rashid (PAK) Khamis Al Balushi (OMA) |

| 28 tháng 9 năm 2023 13:30 |

| Oman                                                                                            | 5–3     | Thái Lan              |
| ----------------------------------------------------------------------------------------------- | ------- | --------------------- |
| R. Al Fazari 13' · A. Bait Shamaiaa 25' · Al Balushi 29' · M. Bait Shamaiaa 44' · Al Nofali 56' | Báo cáo | Boon-Art 7', 14', 46' |

| Trọng tài: Paul Walker (ENG) Nazmi Kamaruddin (MAS) |

| 28 tháng 9 năm 2023 15:45 |

| Indonesia               | 2–9     | Malaysia |
| ----------------------- | ------- | --- |
| Asasi 15' · Al Ardh 55' | Báo cáo | Hamsani 5' · Firhan 17' · Jazlan 19', 35' · Faizal 33' · Silverius 38' · Abu 42' · Razie 43' · Aminudin 48' |

| Trọng tài: Hong-Zhen Lim (SGP) Haroon Rashid (PAK) |

| 28 tháng 9 năm 2023 18:30 |

| Trung Quốc           | 3–2     | Hàn Quốc     |
| -------------------- | ------- | ------------ |
| Gao 52', 60' · E 59' | Báo cáo | Jang 2', 10' |

|  |

| 30 tháng 9 năm 2023 11:15 |

| Oman                                                  | 4–2     | Indonesia                |
| ----------------------------------------------------- | ------- | ------------------------ |
| Al Lawati 37', 41' · Madit 39' · A. Bait Shamaiaa 48' | Báo cáo | Fathur 23' · Muhamad 34' |

| Trọng tài: Jakub Mejzlik (CZE) Rawi Anbananthan (MAS) |

| 30 tháng 9 năm 2023 13:30 |

| Malaysia                             | 3–4     | Hàn Quốc                           |
| ------------------------------------ | ------- | ---------------------------------- |
| Hamsani 5' · Faizal 30+' · Razie 44' | Báo cáo | Jang 11', 44' · Lee 32' · Yang 33' |

| Trọng tài: Sean Rapaport (RSA) Paul Walker (ENG) |

| 30 tháng 9 năm 2023 18:30 |

| Thái Lan | 0–9     | Trung Quốc                                                     |
| -------- | ------- | -------------------------------------------------------------- |
|          | Báo cáo | Lin 1', 46' · E 2' · Liu 15', 36' · Gao 20', 38', 51' · Ao 58' |

| Trọng tài: Ali Shahbaz (BAN) Hideki Kinoshita (JPN) |

| 2 tháng 10 năm 2023 09:00 |

| Hàn Quốc | 16–2    | Oman                           |
| --- | ------- | ------------------------------ |
| Jung 4', 40', 45' · Jang 10', 18', 35', 50', 56' · Lee J. 20' · Park 21' · Hwang 25', 33' · Yang 25', 60' · Kim Ju. 34' · Lee N. 59' | Báo cáo | Al Shaaibi 32' · Al Lawati 48' |

| Trọng tài: Jakub Mejzlík (CZE) Lim Hong-Zhen (SGP) |

| 2 tháng 10 năm 2023 11:15 |

| Thái Lan | 0–2     | Indonesia               |
| -------- | ------- | ----------------------- |
|          | Báo cáo | Alfiana 3' · Al Ardh 8' |

| Trọng tài: Chi Gang (CHN) Hideki Kinoshita (JPN) |

| 2 tháng 10 năm 2023 20:45 |

| Trung Quốc                                | 4–4     | Malaysia                                      |
| ----------------------------------------- | ------- | --------------------------------------------- |
| Gao 13' · Chen Q. 20' · Liu 36' · Zhu 43' | Báo cáo | Abu 18' · Hamsani 25' · Azahar 35' · Jali 40' |

| Trọng tài: Sean Rapaport (RSA) Haroon Rashid (PAK) |

## Vòng phân hạng

### Trận tranh hạng 11
| 4 tháng 10 năm 2023 10:15 |

| Singapore             | 2–3     | Thái Lan                                     |
| --------------------- | ------- | -------------------------------------------- |
| Marican 4' · Chua 30' | Báo cáo | Phokphun 10' · Juntakian 20' · Rungniyom 50' |

| Trọng tài: Sean Rapaport (ENG) Ali Shahbaz (BAN) |

### Trận tranh hạng 9
| 4 tháng 10 năm 2023 12:45 |

| Uzbekistan | 1–4     | Indonesia                                       |
| ---------- | ------- | ----------------------------------------------- |
| Ruslan 51' | Báo cáo | Al Akbar 5' · Al Ardh 22', 50' · Priliandro 28' |

| Trọng tài: You Hyo-Sik (KOR) Hideki Kinoshita (JPN) |

### Trận tranh hạng 7
| 6 tháng 10 năm 2023 10:15 |

| Bangladesh                               | 3–4     | Oman                                           |
| ---------------------------------------- | ------- | ---------------------------------------------- |
| Mi. Hossain 11' · Mahmud 18' · Sobuj 60' | Báo cáo | Al Fazari 38' · Al Lawati 43' · Madit 53', 55' |

| Trọng tài: Sean Rapaport (RSA) Paul Walker (ENG) |

### Trận tranh hạng 5
| 6 tháng 10 năm 2023 12:45 |

| Pakistan                                                 | 5–2     | Malaysia                |
| -------------------------------------------------------- | ------- | ----------------------- |
| Ahmad 8' · Rehman 37' · Rana 51' · Ammad 53' · Afraz 59' | Báo cáo | Aminudin 5' · Razie 58' |

| Trọng tài: You Hyo-Sik (KOR) Kinoshita Hideki (JPN) |

## Vòng tranh huy chương

### Sơ đồ
|  | Bán kết    | Bán kết  |                       |   | Tranh huy chương vàng | Tranh huy chương vàng |
|  |            |          |                       |   |                       |                       |
|  | 4 tháng 10 |          |                       |   |                       |                       |
|  |            |          |                       |   |                       |                       |
|  | Ấn Độ      | 5        |                       |   |                       |                       |
|  | Ấn Độ      | 5        | 6 tháng 10            |   |                       |                       |
|  | Hàn Quốc   | 3        |                       |   |                       |                       |
|  | Hàn Quốc   | 3        | Ấn Độ                 | 5 |                       |                       |
|  | 4 tháng 10 |          | Ấn Độ                 | 5 |                       |                       |
|  |            | Nhật Bản | 1                     |   |                       |                       |
|  | Trung Quốc | Nhật Bản | 1                     | 2 |                       |                       |
|  | Trung Quốc |          |                       | 2 |                       |                       |
|  | Nhật Bản   | 3        |                       |   |                       |                       |
|  | Nhật Bản   | 3        | Tranh huy chương đồng |   |                       |                       |
|  |            |          |                       |   |                       |                       |
|  | 6 tháng 10 |          |                       |   |                       |                       |
|  |            |          |                       |   |                       |                       |
|  | Hàn Quốc   | 2        |                       |   |                       |                       |
|  | Hàn Quốc   | 2        |                       |   |                       |                       |
|  | Trung Quốc | 1        |                       |   |                       |                       |

### Bán kết
| 4 tháng 10 năm 2023 16:00 |

| Ấn Độ                                                         | 5–3     | Hàn Quốc           |
| ------------------------------------------------------------- | ------- | ------------------ |
| Hardik 5' · Mandeep 11' · Lalit 15' · Amit 24' · Abhishek 54' | Báo cáo | Jung 17', 20', 42' |

| Trọng tài: Lim Hong-Zhen (SGP) Rawi Anbananthan (MAS) |

| 4 tháng 10 năm 2023 18:30 |

| Trung Quốc        | 2–3     | Nhật Bản                                 |
| ----------------- | ------- | ---------------------------------------- |
| Lin 47' · Gao 59' | Báo cáo | Nagayoshi 29' · Fujishima 42' · Ooka 48' |

| Trọng tài: Javed Shaikh (IND) Nazmi Kamaruddin (MAS) |

### Tranh huy chương đồng
| 6 tháng 10 năm 2023 16:00 |

| Hàn Quốc             | 2–1     | Trung Quốc |
| -------------------- | ------- | ---------- |
| Kim S. 9' · Jang 59' | Báo cáo | Gao 8'     |

| Trọng tài: Rawi Anbananthan (MAS) Javed Shaikh (IND) |

### Tranh huy chương vàng
| 6 tháng 10 năm 2023 18:30 |

| Ấn Độ                                                         | 5–1     | Nhật Bản      |
| ------------------------------------------------------------- | ------- | ------------- |
| Manpreet 25' · Harmanpreet 32', 59' · Amit 36' · Abhishek 48' | Báo cáo | S. Tanaka 51' |

| Trọng tài: Nazmi Kamaruddin (MAS) Lim Hong-Zhen (SGP) |

## Số liệu thống kê

### Bảng xếp hạng cuối cùng
| VT | Đội            | Giành quyền tham dự                         |
| -- | -------------- | ------------------------------------------- |
| 1  | Ấn Độ          | Thế vận hội Mùa hè 2024                     |
| 2  | Nhật Bản       | Vòng loại Thế vận hội Khúc côn cầu FIH 2024 |
| 3  | Hàn Quốc       | Vòng loại Thế vận hội Khúc côn cầu FIH 2024 |
| 4  | Trung Quốc (H) | Vòng loại Thế vận hội Khúc côn cầu FIH 2024 |
| 5  | Pakistan       | Vòng loại Thế vận hội Khúc côn cầu FIH 2024 |
| 6  | Malaysia       | Vòng loại Thế vận hội Khúc côn cầu FIH 2024 |
| 7  | Oman           |                                             |
| 8  | Bangladesh     |                                             |
| 9  | Indonesia      |                                             |
| 10 | Uzbekistan     |                                             |
| 11 | Thái Lan       |                                             |
| 12 | Singapore      |                                             |

### Cầu thủ ghi bàn
Đã có 331 bàn thắng ghi được trong 38 trận đấu, trung bình 8.71 bàn thắng mỗi trận đấu.
18 bàn thắng
- Jang Jong-Hyun

13 bàn thắng
- Harmanpreet Singh

12 bàn thắng
- Mandeep Singh

11 bàn thắng
- Arbaz Ahmad

10 bàn thắng
- Gao Jiesheng

9 bàn thắng
- Abhishek

8 bàn thắng
- Varun Kumar

7 bàn thắng
- Lalit Upadhyay
- Ryosei Kato

6 bàn thắng
- Raiki Fujishima
- Abu Kamal Azrai
- Ashran Hamsani
- Fahad Al Lawati
- Afraz
- Abdul Rana
- Jung Man-Jae
- Yang Ji-Hun

5 bàn thắng
- Amit Rohidas
- Kentaro Fukuda
- Ryoma Ooka
- Razie Rahim
- Arshad Liaqat

4 bàn thắng
- Ashraful Islam
- Lin Changliang
- Aulia Al Ardh
- Abdul Rehman
- Aminudin Muhamed
- Faizal Saari

3 bàn thắng
- Milon Hossain
- Puskar Khisa
- Shohanur Sobuj
- Pan Dongquan
- Shamsher Singh
- Genki Mitani
- Ken Nagayoshi
- Seren Tanaka
- Najmi Jazlan
- Aiman Madit
- Muhammad Ammad
- Muhammad Khan (b. 2004)
- Kim Jung-Hoo
- Thanakrit Boon-Art
- Jonibek Oblokulov
- Karimov Ruslan

2 bàn thắng
- Arshad Hossain
- E Wenhui
- Liu Junjie
- Gurjant Singh
- Manpreet Singh
- Sukhjeet Singh
- Abdullah Al Akbar
- Kosei Kawabe
- Takuma Niwa
- Shota Yamada
- Firhan Ashari
- Amirul Azahar
- Aiman Rozemi
- Shello Silverius
- Rashad Al Fazari
- Ahmed Al Nofali
- Akram Bait Shamaiaa
- Muhammad Umar Bhutta
- Muhammad Khan (b. 2000)
- Kent Loo
- Hariraj Naidu
- Hwang Tae-Il
- Kim Sung-Hyun
- Lee Jung-Jun
- Lee Nam-Yong
- Park Cheo-Leon

1 bàn thắng
- Rakibul Hasan
- Amirul Islam
- Rashel Mahmud
- Ao Weibao
- Chen Chongcong
- Chen Qijun
- Du Shihao
- Zhang Bo
- Zhu Weijiang
- Vivek Prasad
- Sanjay
- Nilakanta Sharma
- Hardik Singh
- Sumit
- Muhamad Alfiana
- Ahdan Asasi
- Mochamad Fathur
- Fadli Muhamad
- Revo Priliandro
- Yuma Nagai
- Kaito Tanaka
- Najmi Farizal
- Khaliq Hamirin
- Faiz Jali
- Ahmed Al Balushi
- Khalid Al Shaaibi
- Mahmood Bait Shamaiaa
- Rooman Khan
- Alton Chua
- Enrico Marican
- Zaki Zulkarnain
- Son Da-In
- Kim Hyeong-Jin
- Lee Hye-Seung
- Ji Woo-Cheon
- Tanakit Juntakian
- Udomchok Phokphun
- Chanachol Rungniyom
- Bunyodbek Khudoynazarov
- Abdusalom Madaminov

Nguồn: FIH